# Басовская улица
Ба́совская улица — улица в Москве, на территории Нижегородского района Юго-Восточного административного округа. Проходит параллельно 2-й Фрезерной улице, соединяя шоссе Фрезер и 1-я Фрезерная улица. Нумерация домов начинается от шоссе Фрезер.
Вдоль улицы протекал Карачаровский ручей (ручей Фрезер) — приток Нищенки, ныне убранный в коллектор на этом участке .

## Происхождение названия
8 мая 1950 года улица была названа 3-я Фрезерная, вместе с 1-й и 2-й Фрезерными улицами, в честь завода «Энергофрезер», расположенного неподалёку.
8 декабря 1967 года улица получила название «Басовская», в честь Владимира Григорьевича Басова (1944—1966) — инженера-лейтенанта Алейской ракетной дивизии, геройски погибшего 14 декабря 1966 года при исполнении воинского долга, спасая жизнь подчинённых. Басов родился и жил на этой улице.

## Здания и сооружения
нечётная сторона:
- дома 1, 3, 5 — жилые дома
- дом 7 — школа № 439. Старое здание школы снесено в 2010 г. На его месте в 2012-2013 годах построено современное школьное здание.
- территория автокомбината № 10
- 1-я Фрезерная, дом 14 — складской комплекс «Центркнига»[6]

чётная сторона:
- дома 2, 4, 6, 8 — жилые дома
- дом 12 — колледж связи № 54 — подразделение № 9 (бывший Колледж автоматизации и радиоэлектроники № 27 — учебный корпус № 4, а ранее — ПТУ № 156)
- территория бывшего завода «Станкоагрегат»
- дом 16 - офисное здание.

## Транспорт

### Ближайшие станции метро
- Нижегородская

### Железнодорожный транспорт
- Андроновка
- Андроновка
- Нижегородская
- Нижегородская

### Наземный транспорт
По улице маршруты общественного транспорта не ходят.
На шоссе Фрезер, недалеко от пересечения с улицей, расположены остановки «2-я Фрезерная улица» и «Аптека», на них останавливаются автобусы:
- 59: Электрозаводский мост —  Электрозаводская —  Авиамоторная — Платформа Фрезер — Карачарово
- 759: Карачарово — Платформа Фрезер —  Авиамоторная — Смирновская улица
- 859: Карачарово — Платформа Фрезер —  Авиамоторная — Центр обслуживания населения (только в направлении к Карачарово, в обратную сторону следует по 1-й Фрезерной улице)